# Universe (EXOのアルバム)
Universe（ユニバース）は、2017年12月26日に韓国で発売されたEXOの6枚目のミニアルバム。サブタイトルはWinter Special / 2017（ウインター・スペシャル2017、朝: 겨울 스페셜 앨범, 2017）で、4枚目のウィンタースペシャルアルバムにあたる。タイトル曲『Universe』のみ中国語版が制作された。前作までは朝鮮語版と中国語版が別形態として販売されていたが、今作は朝鮮語曲6曲とタイトル曲の中国語版が一つのCDに収録され、一形態での販売となった。

## プロモーション
2017年12月14日に予告イメージの公開が開始、同月15日から4日間タイトル曲『Universe』ミュージックビデオ（以下MV）の予告映像が公開された。26日にはMV本編の朝鮮語版と中国語版が初公開、同日に音楽配信サイトと店頭でアルバムが発売された。当初、MVの公開とアルバムの発売日は21日と予定されていたが、所属事務所の先輩である男性アイドルグループSHINeeのメンバージョンヒョンの訃報を受け、哀悼の意を表し5日延期となった。